# Гюнтер Вальраф
Ґюнтер Вальраф (нім. Günter Wallraff; нар. 1 жовтня 1942, Буршайд) — німецький журналіст-розслідувач і письменник.
Був серед засновників «Групи 61» (1961).
У 1963-1965 роках майже два роки прожив під виглядом турецького гастарбайтера, випустивши за підсумками свого розслідування книгу «На самому дні», що стала світовим бестселером. Тільки в Німеччині було продано більше 5 млн екземплярів. Книгу переклали на 38 мов.